# Danxia da China
Danxia da China é um tipo único de paisagem, no formato de danxia, formado por arenito vermelho e caracterizado por falésias íngremes, originadas por forças endógenas (incluindo levantamento tectónico) e exógenas (incluindo meteorização e erosão.
| Número de série | Nome e localização           | Coordenadas                   | Área     |
| --------------- | ---------------------------- | ----------------------------- | -------- |
| 1335-001        | Chishui - Seção Oeste        | 28° 22′ 11″ N, 105° 47′ 39″ L | 10142 Ha |
| 1335-002        | Chishui - Seção Leste        | 28° 25′ 19″ N, 106° 02′ 33″ L | 17222 Ha |
| 1335-003        | Taining - Seção Norte        | 27° 00′ 37″ N, 117° 13′ 07″ L | 5277 Ha  |
| 1335-004        | Taining - Seção Sul          | 26° 51′ 56″ N, 117° 02′ 22″ L | 5810 Ha  |
| 1335-005        | Langshan                     | 26° 20′ 24″ N, 110° 46′ 45″ L | 6600 Ha  |
| 1335-006        | Danxiashan                   | 24° 57′ 55″ N, 113° 42′ 12″ L | 16800 Ha |
| 1335-007        | Longhushan: Seção Longhushan | 28° 04′ 15″ N, 116° 59′ 05″ L | 16950 Ha |
| 1335-008        | Longhushan: Seção Guifeng    | 28° 19′ 03″ N, 117° 25′ 10″ L | 2740 Ha  |
| 1335-009        | Jianglangshan                | 28° 22′ 11″ N, 105° 47′ 39″ L | 610 Ha   |

## UNESCO
A UNESCO inscreveu a Danxia da China como Patrimônio Mundial por "terem ajudado a conservar florestas sub-tropicais e abrigar muitas espécies da flora e fauna, sendo que cerca de 400 são consideradas raras ou ameaçadas"